# Butch Warren
Pour les articles homonymes, voir Warren.
Butch Warren, né Edward Warren le 9 août 1939 à Washington D.C. aux États-Unis et mort le 5 octobre 2013 à Silver Spring dans le Maryland, est un jazzman américain, contrebassiste de hard bop.

## Discographie

### Comme leader
- 2011 : Butch Warren French Quintet : Butch Warren (contrebasse), Pierrick Menuau (saxophone), Pierre Christophe (piano), Jean-Philippe Bordier (guitare) et Mourad Benhammou (batterie) —  Enregistrement public à la maison de Radio France - Emission de Xavier Prévost "Jazz sur le Vif", Amja Productions - Black & Blue", Distribution Socadisc
- 2021 : Butch Warren & Freddie Redd: Baltimore Jazz Loft- avec Matt Wilson (batterie) et Brad Linde (saxophone ténor), Bleebop Records (enregistré en 2013)

### Comme sideman
Avec Donald Byrd
- 1961: Royal Flush
- 1961: Free Form
- 1963: A New Perspective

Avec Kenny Dorham
- 1960: The Kenny Dorham Memorial Album
- 1960: Jazz Contemporary
- 1963: Una Mas

Avec Dexter Gordon
- 1962: Go
- 1962: A Swingin' Affair

Avec Jackie McLean
- 1959: Vertigo
- 1961: A Fickle Sonance
- 1962: Tippin' the Scales
- 1967: Hipnosis

Avec Hank Mobley
- 1963: No Room for Squares
- 1963: The Turnaround
- 1963: Straight No Filter

Avec Thelonious Monk
- 1963: Miles & Monk at Newport
- 1963: Big Band and Quartet in Concert
- 1963: Monk in Tokyo
- 1964: It's Monk's Time

Avec d'autres musiciens
- 1961: Leapin' and Lopin' – Sonny Clark
- 1961: High Hope! – Elmo Hope
- 1962: Takin' Off – Herbie Hancock
- 1962: Preach Brother! – Don Wilkerson
- 1962: Jubilee Shout!!! – Stanley Turrentine
- 1962: Feelin' the Spirit – Grant Green
- 1962: Exodus – Slide Hampton
- 1963: Happy Frame of Mind – Horace Parlan
- 1963: Exultation! – Booker Ervin
- 1963: Page One – Joe Henderson
- 1964: Holiday Soul – Bobby Timmons
- 1965: The Walter Bishop Jr. Trio / 1965 – Walter Bishop Jr